# 福島県道291号木ノ崎岩淵線
福島県道291号木ノ崎岩淵線（ふくしまけんどう291ごう きのさきいわぶちせん）は、福島県須賀川市にある一般県道である。

## 路線概要
- 起点：須賀川市木之崎字西田
- 終点：須賀川市大字岩渕字明神前
- 総延長：6.111km[1]
  - 実延長：6.034km
- 路線認定年月日：1959年8月31日[2]

### 重用区間
- 福島県道55号郡山矢吹線（須賀川市木之崎字木城内地内）

## 通過する自治体
- 須賀川市

## 接続・交差する道路
- 国道118号（福島県道55号郡山矢吹線 矢吹方面重複）・福島県道55号郡山矢吹線 郡山方面（木之崎字西田 起点）
- 福島県道55号郡山矢吹線 郡山方面（木之崎字木城内）
- 福島県道55号郡山矢吹線 矢吹方面（木之崎字木城内）
- 福島県道289号下松本鏡石停車場線（岩渕字明神前 終点）

## 沿線
- 須賀川市立稲田小学校・中学校